# I've Always Loved You
I've Always Loved You is een Amerikaanse dramafilm uit 1946 onder regie van Frank Borzage. Destijds werd de film in Nederland uitgebracht onder de titel Concerto.

## Verhaal
Tijdens een auditie valt Leopold Goronoff het talent op van de jonge pianiste Myra Hassman. Hij neemt haar onder zijn hoede en zij wordt stiekem verliefd op hem. Myra oogst al spoedig veel bijval bij het publiek en ze trouwt met haar jeugdliefde George Sampter. Ook hun dochter wordt een begaafde pianiste en ze moet spelen onder leiding van Goronoff.

## Rolverdeling
| Acteur              | Personage               |
| ------------------- | ----------------------- |
| Philip Dorn         | Leopold Goronoff        |
| Catherine McLeod    | Myra Hassman            |
| Bill Carter         | George Sampter          |
| Maria Ouspenskaya   | Mevrouw Goronoff        |
| Felix Bressart      | Frederick Hassman       |
| Elizabeth Patterson | Mevrouw Sampter         |
| Vanessa Brown       | Porgy Sampter (17 jaar) |
| Lewis Howard        | Michael Severin         |
| Adele Mara          | Juffrouw Fortaleza      |
| Gloria Donovan      | Porgy Sampter (5 jaar)  |
| Stephanie Bachelor  | Roodharig meisje        |
| Cora Witherspoon    | Edwina Blythe           |
| Fritz Feld          | Nicholas Kavlun         |